# Contea di Love
La contea di Love (in inglese Love County) è una contea dello Stato dell'Oklahoma, negli Stati Uniti. La popolazione al censimento del 2000 era di 8 831 abitanti. Il capoluogo di contea è Marietta.

## Confini
- Contea di Carter (nord)
- Contea di Marshall (est)
- Contea di Cooke (Texas) (sud)
- Contea di Montague (Texas) (sud-ovest)
- Contea di Jefferson (nord-ovest)